# NGC 3538
NGC 3538 este o galaxie situată în constelația Dragonul. A fost descoperită în 15 septembrie 1866 de către Heinrich Louis d'Arrest.